# Australian Trade Commission
Australien Trade Commission (Austrade), die Wirtschaftsförderung der australischen Regierung, unterstützt und berät australische Unternehmen beim Handel im Ausland (Trade) und ausländische Unternehmen bei Investitionen in Australien (Investment).